# Синайский евхологий
Синайский евхологий (также Синайский требник или Синайский молитвенник; за рубежом принято латинское название Euchologium Sinaiticum) — глаголическая старославянская рукопись, содержащая 103 листа пергамена.
Датируется XI веком; содержит большей частью неполный требник (собрание молитв и особых церковных служб по разным поводам), переведённый с греческого и древневерхненемецкого, а также так называемые «Заповеди Святых Отец» (перевод с латинского Мерзебургского пенитенциала (лат. Poenitentiale Merseburgense) середины XI века, данный текст присутствует и в Устюжской кормчей XIII—XIV веков).
Рукопись была обнаружена архимандритом Порфирием (Успенским) в 1850 году в монастыре Святой Екатерины на горе Синай, где она хранится поныне. Ранее в сборник входили ещё три листа (так называемый Синайский служебник), с переводом греческого литургического служебника, но их Порфирий увёз в Россию. В 1975 году во время ремонта в упомянутом монастыре было найдено ещё несколько листов этой рукописи.

## Издания
- Geitler L. Euchologium. Glagolski spomenik manastira Sinai brda. Zagreb, 1882 (Синайский Евхологий Л. Гейтлера (1882, транслитерация кириллицей))
- Frček, Jean. Euchologium Sinaiticum. Texte slave avec sources grecques et traduction française // «Patrologia Orientalis», t. 24, fasc. 5, Paris, 1933; t. 25, fasc. 3, Paris, 1943. (Я. Фрчек в «Patrologia orientalis», 1933 и 1939; указан греческий текст-первоисточник и дан перевод на французский)
- Факсимильное издание: R. Nachtigal, Euchologium Sinaiticum. I. Fotografski postenek; II. Tekst s komentarjem, Ljubljana, 1941—42.
- Найденные в 1975 году листы опубликованы в книге: I. C. Tarnanidis, The slavonic manuscripts discovered in 1975 at St. Catharine’s Monastery on Mount Sinai, Thessaloniki, 1988.